# Lomma (đô thị)
Đô thị Lomma (tiếng Thụy Điển: Lomma kommun) là một đô thị ở hạt Skåne của Thụy Điển. Thủ phủ là thị xã Lomma. Dân số thời điểm 31 tháng 12 năm 2000 là 18044 người.